# Nicky Verhage
Nicky Verhage (Amsterdam, 9 september 1987) is een voormalige Nederlandse sidekick.

## Loopbaan
Verhage presenteerde van 2011 tot 2014 samen met Lange Frans het radioprogramma Vol gas met Frans op Slam!FM.
Van 2014 t/m 2016 werkte ze voor Radio Veronica, waar ze programma's maakte samen met Jeroen van Inkel en later met Martijn Muijs.